# Hodnota šachových kamenů
Během partie dochází k různým výměnám figur. Jako jedno z měřítek výhodnosti nebo nevýhodnosti výměny se používá přepočítávání figur na hodnotu pěšce. Je to hodnocení pouze orientační, neboť šachy se nehrají na body, neboť jediným kritériem vítězství je mat nepřátelskému králi. Figury se dělí na pěšce, lehké figury (mezi ty patří střelci a jezdci) a těžké figury (mezi ně se řadí věže a dáma). Cena jednotlivých figur se většinou přepočítává na nejslabší kámen, na pěšce. Obvyklou hodnotu jednotlivých kamenů znázorňuje následující tabulka:
| Kámen   | Symbol | Hodnota |
| ------- | ------ | ------- |
| Pěšec   |        | 1       |
| Jezdec  |        | 3       |
| Střelec |        | 3       |
| Věž     |        | 5       |
| Dáma    |        | 9       |

Král se coby nejdůležitější figura na pěšce většinou nepřepočítává. Hodnota krále je však zcela jiná ve střední hře (kdy je král cílem útoku) a v koncovce kdy je král aktivní figurou, která je schopná útočit i krýt; jeho bojová hodnota se udává jako 3 až 4 pěšci.
Hodnota jednotlivých kamenů je značně proměnlivá a vždy záleží na konkrétní pozici. Mezi obecně platná pravidla taktéž platí, že čím je pozice zavřenější, tím větší hodnotu má jezdec (jenž je schopný přeskakovat ostatní figurky) a tím menší střelec (jenž potřebuje volné diagonály). Pokud dojde k úmyslné výměně silnější figury za slabší, je provedena oběť.
Rozdíl mezi hodnotou věže a střelce nebo jezdce se nazývá kvalita.